# Ploma (LGBT)

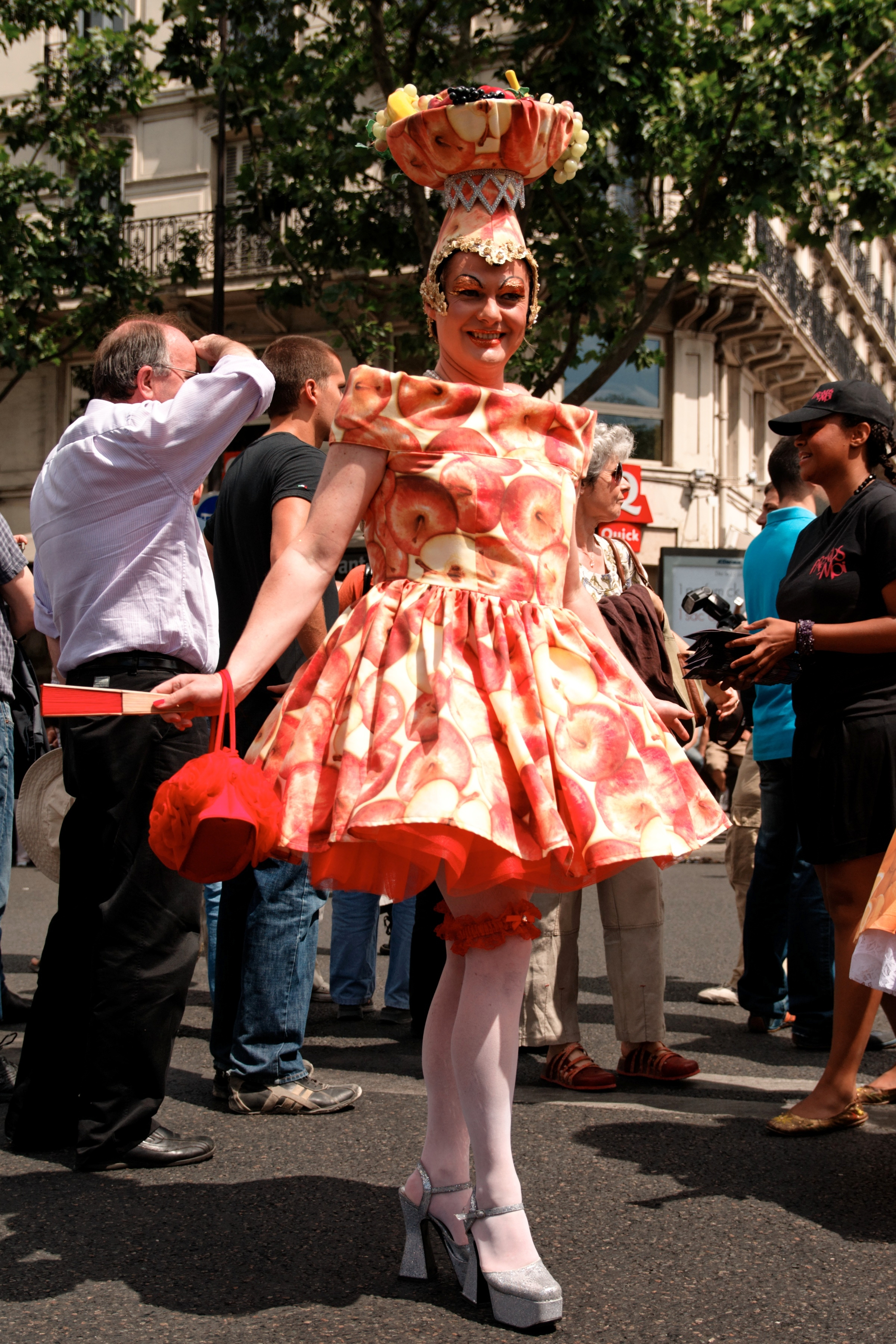
Drag queen en el Gay Pride de París (2008).

Efeminament, efeminació amanerament o ploma, i per extensió afemellat o mitjapoma són termes utilitzats per descriure un patró de comportament social que es defineix per la presència de característiques associades a l'estereotip del gènere femení en una persona del gènere masculí. L'efeminament concentra una sèrie de característiques de comportament social en el qual s'adopta el comportament, l'estil, els rols de gènere o els manerismes atribuïts socialment al gènere femení.
L'efeminament d'una persona constitueix una identitat andrògina en la qual són apreciables diferents característiques psicològiques associades al gènere femení en l'expressió social i cultural d'un masculí, contradient diferents espectres del que es considera dins de la naturalesa masculina en la societat convencional. A causa que l'establiment i la descripció de la naturalesa en el comportament i personalitat del masculí i el femení depèn completament d'un punt de vista social, sol considerar-se una immoralitat dins d'algunes societats perquè l'efeminament i la masculinització d'una persona transgredeix els paràmetres de la masculinitat i la feminitat.

## Etimologia
Etimològicament, el terme efeminament deriva del llatí femina, terme que significa dona. S'anomena efeminat a una persona del gènere masculí que presenta característiques femenines en la seva personalitat o comportament.
Altres termes populars de caràcter eufemístic que fan referència l'efeminament d'un home (freqüentment fent referència a l'orientació sexual homosexual) inclouen: flamboyant, sissy, pansy, nena, mariposa, flor, queen, reina o nelly. En altres aspectes socials, solen emprar-se diferents pejoratius per descriure les característiques femenines en el comportament d'un home (a vegades relacionant erròniament l'efeminament amb l'orientació sexual homosexual) com: marieta, marica, joto o loca.

## Percepció social

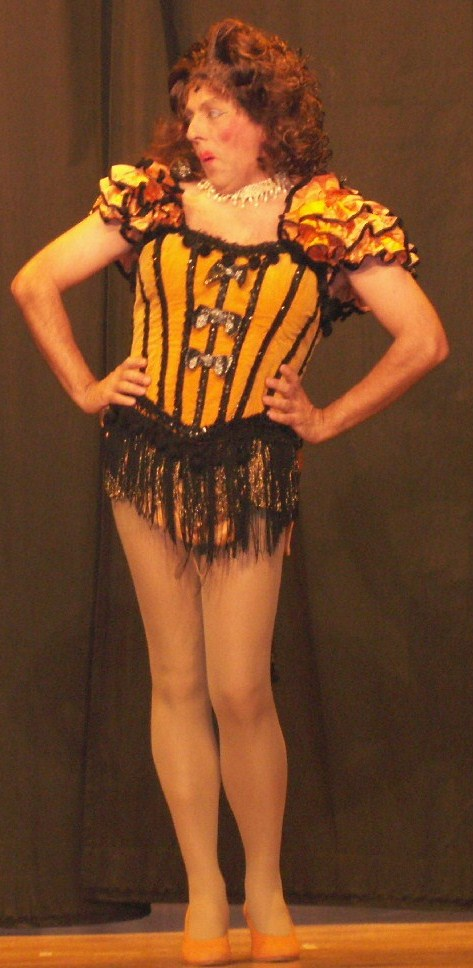
Euan McIver com a pantomime dame.

Dins de la percepció social, l'efeminament es tradueix com l'objecte o persona que és femení en l'expectativa de ser masculí, normalment utilitzat amb un caràcter misògin per classificar als masculins dins dels paràmetres de la masculinitat convencional. Dins dels paràmetres de la feminitat en relació amb una identitat masculina, solen relacionar-se tradicionalment diferents trets com el sobrerefinament, la delicadesa, la gentilesa i la compassió (característiques relacionades convencionalment amb la naturalesa femenina). La percepció social freqüentment relaciona l'orientació sexual homosexual i la identitat transgènere amb l'efeminament d'una persona, assimilant erròniament que l'efeminament és un atribut exclusiu dels homes homosexuals (especialment els que s'exerceixen en la activitat sexual com a bottom) i els transgènere que s'identifiquen com a femenins; comparant l'efeminament en el LGBT amb el comportament tradicional en algunes persones d'orientació sexual heterosexual i identitat cisgènere.
La definició del que constitueix el masculí i el femení depèn del context cultural, així com el context històric. L'efeminamento dins de la cultura occidental, normalment evoca diferents estereotips relacionats amb l'homosexualitat (originant una substitució errònia entre els adjectius efeminat i gai, on es descriu l'efeminat com a gai). L'efeminament en altres contexts s'interpreta com una incapacitat per al control autoritari (control de la nació, control sobre el poble, control sobre la dona o control familiar) o com una ofensa social freqüentment interpretada des de punts de vista religiosos que pretenen el control tradicional dels mecanismes socials.
Alguns trets dins de la cultura occidental que entren dins dels trets de l'efeminament segons la societat convencional són:
- Interès en la moda femenina o una adaptació exagerada, ostentosa o magnificada de la moda masculina.[14]
- Diferents formes d'expressió que caracteritzen la forma d'expressió femenina. Caràcter efusiu, refinament o alleugerament en la forma de parlar i èmfasi en l'expressió i la gesticulació.[15]
- Cross-dressing (utilització d'indumentària socialment assignada al gènere oposat).[16]

L'estipulació del que es considera efeminament està subjecta al context històric, ja que el que alguna vegada va ser completament masculí, avui no es considera com a tal dins de la societat convencional. Articles originalment dissenyats per ressaltar la masculinitat com les sabates de taló, avui s'han convertit en elements purament femenins per representar un efeminament en la moda masculina actual.

## Història

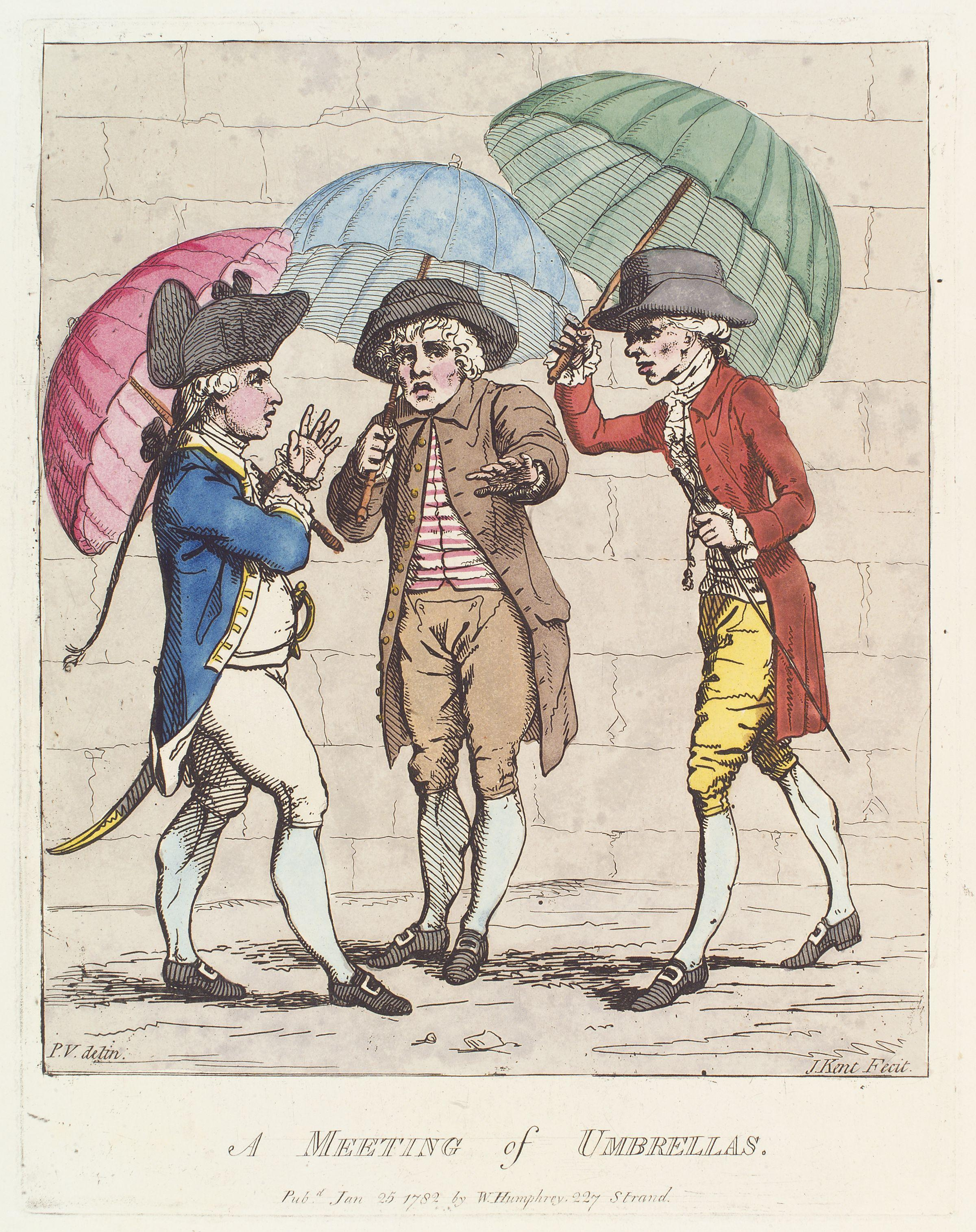
A Meeting of Umbrellas de James Gillray (1782). Mostra un tret efeminat de l'època: homes sostenint ombrel·les per donar-se ombra.

L'efeminament no té un origen històric específic, ja que es tracta d'un comportament humà. En antigues civilitzacions de la cultura clàssica a Grècia i l'Imperi Romà solia identificar-se l'efeminament (Malakia: ἀνανδρία) com un signe de feblesa, vulnerabilitat o covardia que era severament castigat per no representar les característiques clàssiques de la valentia en un home. En diversos escrits bíblics es reprèn el sentit de la paraula malakos com a diferents comportaments moralment inacceptables que variaven segons la interpretació en: efeminament, prostitució masculina i sodomia. Altres visions socials que veien l'efeminament en la cultura clàssica, era el tracte d'una persona com a dona (assimilat en l'època com una persona constantment humiliada o embolicada en el rol passiu en l'expressió sexual homosexual).
En la visió feudal de l'efeminament ressorgeix un concepte renovat del malakos grec en el qual es considerava una contradicció a la masculinitat la covardia i el doblegament. Assimilant-se com efeminament la incapacitat d'una persona per controlar el seu poder autoritari (per exemple: un rei incapaç de dur a terme la feina de casa com a rei a causa del seu caràcter feble). Al segle xvii sorgeix el terme de fop i the rake per designar a un home sotmès per una dona, indicant que s'era incapaç de sotmetre a una dona i imposar la seva masculinitat dins del si familiar; establint-se després els papers familiars tradicionals dins de l'etiqueta social per determinar el paper de la figura masculina i la figura femenina en el jaç matrimonial.
Al segle xviii es creia que l'efeminament era immoral i antisocial com la masturbació i la sodomia; també era percebut com un atribut de l'aristocràcia de l'època per les excentricitats materials que envoltaven la vida de la classe acomodada. Al segle xix es magnifica l'expressió de diferents identitats transgènere assimilades en el teatre de varietats. A causa de les anteriors asseveracions estereotípiques comença a sorgir una relació entre l'aristocràcia, el bon gust i l'efeminament; característiques cristal·litzades en l'arquetip del glamour contemporani, el dandi. A causa dels càrrecs legals contra Oscar Wilde en 1895 de sodomia i comportament inacceptable per la seva homosexualitat i la seva personalitat de dandi efeminat, neix un sentiment social que va començar a relacionar l'efeminament com a atribut de l'homosexualitat i com a atribut en persones que tenen una inclinació artística (començant l'estereotip contemporani que relaciona l'efeminament amb l'homosexualitat i el gust artístic).
En una perspectiva actual de l'efeminament, sol assimilar-se en allò que està dedicat a satisfer o identificar-se amb les dones (Exemple: els grups musicals de boy band que fan música dedicada principalment a l'audiència femenina). En una altra perspectiva similar dins de l'artístic sol associar-se amb allò que està dissenyat per formar part de la identitat de la cultura femenina (Exemple: l'art bishōnen).

## Efeminament en la comunitat gai
Malgrat que l'efeminament, ni la masculinització d'una persona es relacionen amb l'orientació sexual, l'efeminament forma una part essencial en la identitat de la comunitat gai. Existeixen diferents identitats dins de la cultura gai que es defineixen per la presència de l'efeminament, contrastant amb aquelles que es defineixen per la seva excessiva masculinitat (Exemple: ossos). Durant la cultura closet, anterior als disturbis de Stonewall, neixen diferents respostes socials que relacionaven d'una manera pejorativa l'efeminament amb l'homosexualitat, utilitzant diferents termes globals com a eufemisme per a tots dos termes. En el període de la cultura closet i el període posterior es va fer èmfasi en l'estètica drag i l'estètica camp entre la comunitat gai, ressorgint un tipus d'identitat popular.
S'identifica l'efeminament dins els patrons del desenvolupament de la disfòria de gènere i la identitat transgènere, per marcar el comportament femení (freqüentment transsexual), transgressiu al designat a cada gènere i freqüentment envoltat cercles heterosocials.

### Argot gai
Dins de la identitat gai s'enumeren diferents termes de l'argot popular que fan referència al afeminamiento en diferents identitats de la cultura gai. Solen usar-se d'una manera genèrica diferents termes vulgars que fan referència possible tant al afeminamiento com a l'homosexualitat. Algunes identitats gai efeminades inclouen:
- Swish (traduït de l'anglès com "lliscar-se") és un terme de la cultura popular utilitzat per descriure d'una manera derogatòria a homes de caràcter efeminat o interessos efeminats (normalment fent referència al camp) en el període de la cultura closet anterior als disturbis en Stonewall.[9] El terme freqüentment descriu homes amb interessos poc concordes a la mitjana de la població masculina, normalment fixat en interessos que resideixen a l'exageració, l'ostentós i el poc convencional. Solen assimilar-se altres comportaments dins del swish com l'efusivitat en la parla, el caminar sashay i la utilització de pronoms femenins. El terme és freqüentment substituït pel terme per nelly.[8]
- Twinkle toes (traduït de l'anglès com a "peus brillants") és un terme de la cultura popular que descriu l'efeminament dins d'una identitat twink; descrivint una persona homosexual d'aparença neotènica d'adolescent amb biotip ectomorf i poca quantitat de borrissol corporal.[cal citació]
- Fairy (traduït de l'anglès com "fada") descriu un masculí jove efeminat o sissy boy.
- Queen (traduït de l'anglès com a "reina") és un terme de la cultura popular utilitzat per descriure a un home efeminat de caràcter molest o irritant.

## Efeminament i transgènere
La identitat transgénero correspon a un percepció en la identitat de gènere, mentre que l'efeminament i la masculinització solament són un determinat patró de gènere. Sol classificar-se l'efeminament i a la masculinització sota els paràmetres psicològics de l'androgínia, la qual és una identitat transgènere per representar una expressió sexual que discorda del gènere biològic i/o els rols socials. Algunes identitats que es defineixen per l'efeminament són:
- Cross-dressing: És un terme que defineix un tipus de comportament social en el qual s'utilitza la indumentària socialment assignada al gènere oposat.
- Drag queen: És un terme que defineix un tipus d'element dramàtic en el qual un home representa una dona de caricatura, normalment amb finalitats artístiques i no d'identitat de gènere.
- Transvestisme: És un terme que defineix un tipus d'expressió sexual en el qual l'individu s'identifica amb la forma de vestir del gènere oposat, podent estar relacionat a un desig transsexual.
- Kathoey: Defineix a homes transsexuals a Tailàndia.
- Transsexualitat: És la discordança entre gènere biològic i identitat de gènere en el qual la persona desitja viure i ser acceptat com una persona del gènere oposat.

## Estèticaflamboyant

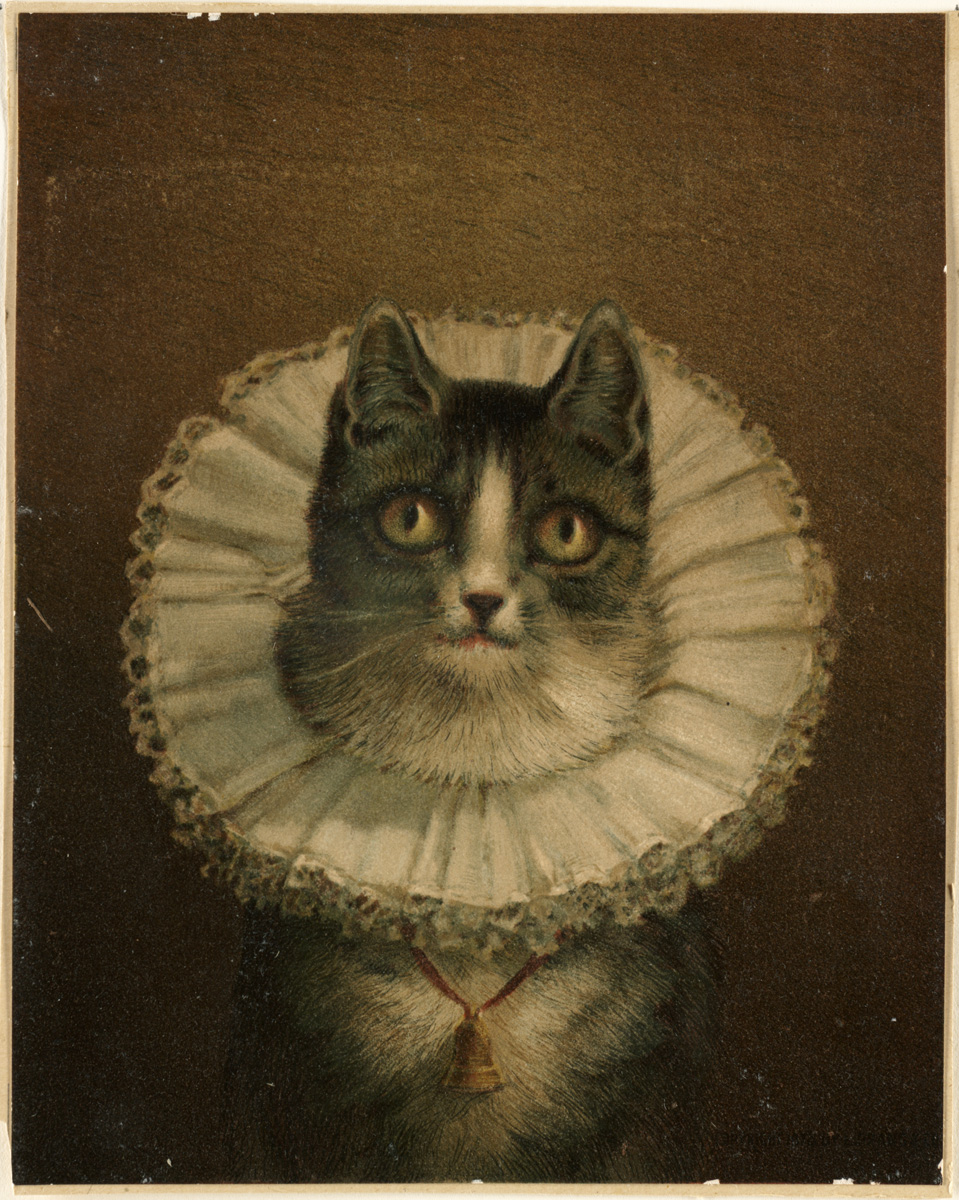
The Widow per Frederick Dielman (c. 1890).

El terme flamboyant (traduït del francès com a "flamíger" o "flamant") és un terme eufemístic per referir-se a homes efeminats. El terme també és utilitzat dins del disseny, l'arquitectura i la moda per definir allò que sobrepassa les característiques tradicionals de la feminitat aplicada al disseny. L'estètica flamboyant es caracteritza per ser una ostentosa i colorida (en una forma bigarrada del color) adaptació a la camp d'altres corrents artístics com el Rococó, l'Art Gòtic, el Gòtic flamíger, el Neoclassicisme, el Romanticisme, l'Art Nouveau, l'Art Deco, l'Avantguardisme i l'Art Pop.
El corrent avantguardista de l'estil flamboyant se centra en l'estètica del chic i el camp, apropiant-se característiques de l'art kitsch, per representar un corrent artístic de poc valor estètic que es crea a partir d'elements d'altres corrents artístics que sí posseeixen un grau de valor estètic reconegut. Les seves característiques se centren en la utilització de paletes de color contrastants, elements exagerats, elements efeminats o adaptacions avantguardistes d'art pertanyent a corrents anteriors. L'estètica flamboyant sol tenir un caràcter irònic o humorístic pel seu estil al·legòric, bigarrat i efeminat que sol fer humor d'estils artístic-estètics reconeguts.